# 阿奇特区
阿奇特区（羅馬化：Achitskiy rayon）是俄罗斯斯维尔德洛夫斯克州的一个区，面积2,071.6平方（799.8平方英里）。其行政中心为市级镇阿奇特。该区2021年有人口15,264人；2010年人口16,807；2002年人口19,132；1989年人口23,348。